# HD 106676
HD 106676，又名CP-71 1323，SAO 256919、HR 4664，是一颗恒星，视星等为6.22，位于銀經300.28，銀緯-9.92，其B1900.0坐标为赤經12h 10m 52.3s，赤緯-72° -9.92′ 29″。